# Давыдовское (Хрипелевский сельсовет)
Давыдовское — деревня в Устюженском районе Вологодской области.
Входит в состав Залесского сельского поселения (с 1 января 2006 года по 9 апреля 2009 года входила в Хрипелевское сельское поселение), с точки зрения административно-территориального деления — в Хрипелевский сельсовет.
Расположена на левом берегу реки Ижина, на трассе А8. Расстояние до районного центра Устюжны по автодороге — 14 км, до центра муниципального образования деревни Малое Восное по прямой — 9 км. Ближайшие населённые пункты — Балахтимерево, Большое Восное, Дубровка, Степачёво.

## История
В XVII веке в деревне находилось поместье княгини Ненилы Мышецкой и её 2-х летнего сына Богдана, которое она получила по ввозной грамоте 1625/26 года после смерти мужа — князя Григория Мышецкого.
В «Писцовой книге станов и волостей Устюжны Железнопольской 1628—1630 годов» есть запись:
«За вдовою за кнегинею за Ненилою за князь Григорьевою женою Мышецкого да за сыном её за недорослью за князь Богданом, а князь Богдан ныне дву лет, мужа её поместье по ввозной грамоте за приписью дьяка Винедикта Махова 134 году дер., что была пустошь Довыдовская на суходоле.»
Через деревню проходил почтовый тракт Боровичи — Устюжна.
В конце XIX и начале XX века деревня административно относилась к Давыдовской сельской общине Хрипелевской волости Устюженского уезда Новгородской губернии.
К Давыдовской сельской общине относились так же деревня Степачево.
Согласно «Списку населенных мест Новгородской губернии за 1911 г.» в деревне было 21 занятое постройками дворовое место, на которых было 31 жилое строение. Жителей обоего пола — 136 человек (мужчин — 68, женщин — 68). Главное занятие жителей — земледелие. На территории имелось 2 колодца. Ближайший водоём — река Ижина. В деревне был хлебо-запасной магазин.
Недалеко от деревни находились три усадьбы Калинкино, Еськино (оно же Старое Ескино или Красное Еськино) и Новое Ескино.
Усадьба Калинкино на 1911 г. принадлежала Елизавете Алексеевне Снаксаревой. В усадьбе было 3 жилых строения и 20 — хозпостроек, где проживало 12 человек (мужчин — 6, женщин — 6) Основное занятие жителей — земледелие, подсобное — сыроварение. На территории усадьбы был пруд и существовала сыроварня (На 1895 год — сдавалась швейцару). Согласно «Обзору помещичьих усадеб Новгородской губернии» 1916 года помещичий дом — деревянное строение из 11 комнат, с мезонином, 1864 года постройки. В усадьбе в своё время гостили географ, генерал-лейтенант Макшеев Алексей Иванович и литератор Полевой Петр Николаевич.
Усадьба Старое Ескино (Красное) на 1911 г. принадлежала Л. И. Михайлову. (Ранее в 1895 году — Екатерине и Александре Васильевнам Веселковым). В усадьбе было 2 жилых строения, 10 — хозпостроек, проживало 6 человек (мужчин — 3, женщин — 3). Главное занятие жителей — земледелие.
Усадьба Новое Ескино на 1911 г. принадлежала Александру Александровичу Большову. В усадьбе было одно жилое строение, 3 строения — хозпостройки, проживало 5 человек (мужчин — 3, женщин — 2). Главное занятие жителей — земледелие.

## Население
| 2010 |
| ---- |
| 15   |

По переписи 2002 года население — 24 человека (9 мужчин, 15 женщин). Преобладающая национальность — русские (96 %).

## Известные жители
- Свербеев Петр Иванович (умер в 1877) — мировой судья в городе Устюжна, помещик усадьбы Калинкино Устюженского уезда. Служил в лейб-гвардии Гродненском гусарском полку. В отставке с 1864 года.
- Сноксарев Александр Евграфович (1844—1884) — мировой судья города Устюжна (1872—1881), Устюженский уездный предводитель дворянства (1881—1884), помещик усадьбы Калинкино Устюженского уезда.
- Большев Андрей Александрович (1828—1904) — военный топограф и картограф, генерал-майор (1893), начальник картографических заведений Военно-топографического отдела Главного штаба (1897—1904). Родился в усадьбе Новое Ескино.
- Большев, Логгин Александрович (1834—1880) — младший брат Большева Андрея Александровича, русский военный топограф, геодезист и картограф, исследователь Восточной Сибири, полковник Русской императорской армии, родился в усадьбе Новое Ескино. До 11 лет получал домашнее образование в имении родителей.